# آنا سرشن
آنا سرشن (به انگلیسی: Ana Sršen) (زادهٔ ۲۴ دسامبر ۱۹۷۳) شناگر اهل کرواسی است.